# Parlamentní volby ve Finsku 1919
Parlamentní volby konané ve Finsku mezi 1. – 3. březnem 1919 byly první volby konané po vyhlášení finské nezávislosti na Rusku. Velice je poznamenala ukončená občanská válka a otázka budoucího státního uspořádání země. Vítězem se stala sociální demokracie, která ale nakonec skončila v opozici. Menšinovou vládu složili pravicové strany, které se ale opíraly o toleranci sociálních demokratů.

## Předcházející události
Finsko bylo před první světovou válkou součástí carského Ruska a chaos Ruské občanské války pomohl Finovům vyhlásit v prosinci 1917 nezávislost. S osamostatněním se ale vyostřil i spor mezi sociálními demokraty a konzervativními stranami, který vedl ke krátké ale krvavé občanské válce (zemřelo 30 000 lidí, což bylo 1 % populace). Socialistický tábor byl nakonec poražen až s po intevenci sil Německa. Na výrazné závislosti na Německém císařství zachránila Finy až německá porážka ve válce.

### Předvolební situace
Díky občanské válce bojkotovali sociální demokraté zasedání parlamentu. Finský regent Mannerheim ho nechal rozpustil a vypsal předčasné volby. 
Před nimi došlo k přeuspořádání sil na pravém politickém křídle. Finská strana a Mladofinská strana přestaly existovat a místo nich jejich členové založili dvě nové strany. Většina členů Finské strany přestoupila do nové Národní koaliční strany, která se orientovala konzervativně a monarchisticky. Zbytek jejích členů s většinou mladofinů založil liberální Národní pokrokovou stranu. Väinö Tanner, politik, který odmítal účast sociálních demokratů na straně rudých v občanské válce, obnovil demokratické směřování sociálně demokratické strany a zapojil ji zpátky do politického dění. Komunisté se voleb účastnit nemohli. 
Volební klání mělo dát Finsku impulz k dalšímu směřování, co se týče státního uspořádání. Byl zvažována monarchie či republika, které mohla být parlamentní či prezidentská. Nové volby byly i jednou z podmínek dohodových států pro uznání finské nezávislosti. Na jedné straně stáli monarchisté (Národní koalice a Švédská lidová strana), kteří požadovali když ne rovnou dosazení krále, tak aspoň prezidentský systém. Na druhé straně republikáni (Sociální demokracie, Národní pokroková strana a Agrární svaz), kteří nesouhlasili s kumulací moci u hlavy státu a prosazovali parlamentní systém. Samotný regent Mannerheim byl zarytý monarchista.

## Volební výsledky
Volby se konaly v demokratickém duchu a jako v předchozích volbách mohly volit i ženy. Volební účast byla 67,1 %, což bylo o 2,1 % méně než v předchozích volbách. Vítězem se stali sociální demokraté, kteří ale ztratili 12 křesel. Výrazně posílili agrárníci. Na druhé straně monarchistická Národní koalice nezískala dostatečný počet hlasů pro prosazení monarchistického směřování země. Monarchistické hnutí ztratilo v parlamentu většinu a republikáni mohli vypracoval republikánskou verzi ústavy a prosadili ji v parlamentu. Z Finska se nakonec stala prezidentská republika, kde prezident byl volen parlamentem. 
| Politická strana | Politická strana                          | Hlasy v % (změna) | Hlasy v % (změna) | Mandáty (změna) | Mandáty (změna) |
| ---------------- | ----------------------------------------- | ----------------- | ----------------- | --------------- | --------------- |
|                  | Finská sociálně demokratická strana (SPD) | 37,96             | ▼ −6,81           | 80              | ▼ −12           |
|                  | Agrární svaz (ML)                         | 19,70             | ▲ +7,32           | 42              | ▲ +16           |
|                  | Národní koaliční strana (KOK)             | 15,71             | nová              | 28              | ▲ +28           |
|                  | Národní pokroková strana (ED)             | 12,81             | nová              | 26              | ▲ +26           |
|                  | Švédská lidová strana (RKP)               | 12,13             | ▲ +1,23           | 22              | ▲ +1            |
|                  | Křesťanský dělnický svaz (KTL)            | 1,53              | ▼ −0,28           | 2               | ▲ +2            |

## Sestavování vlády
Monarchistické hnutí se nechtělo zcela vzdát moci a pomocí regenta Mannerheima sestavili pravicovou menšinovou vládu Kaarla Castréna z Národně pokrokové strany. Vláda zahrnovala kromě Národní koalice ještě agrárníky, švédské lidovce a monarchisty z Národní koalice a opírala se o toleranci sociálních demokratů. Vládla pouze 5 měsíců (duben - srpem 1919). Následně se u moci vystřídali další dvě menšinové vlády pravicových stran. Po neúspěšném hlasování o Varšavské smlouvě, která měla zaručit spojenectví mezi Finskem, Polskem, Estonskem and Lotyšskem, vznikla úřednická vláda Aima Cajandera, která dovedla zemi k volbám v roce 1922.